# Сябры
«Сябры́» (бел. Сябры — «друзья») — советский и белорусский вокально-инструментальный ансамбль, образованный в 1974 году, Заслуженный коллектив Республики Беларусь.

## История
Музыкальный эстрадный коллектив «Сябры» был создан в 1972 году при Гомельской филармонии. Официально годом образования считается 1974 год, название ансамбля появилось в 1973 году. Летом 1975 года руководство коллективом было предложено Валентину Бадьярову. Руководство коллективом он принял в 1976 году, вскоре музыкальный коллектив «Сябры» получил статус вокально-инструментального ансамбля и пополнился музыкантом Николаем Подгорным из Ленинграда и солистом-тенором Виталием Червонным из Одессы.
В 1977 году ВИА «Сябры» стал лауреатом Всесоюзного конкурса советской песни, посвященного 60-летию Октября с песней «Гимн Земле» Александры Пахмутовой. В 1978 году выходит сперва мини-альбом «Кася» из трёх песен, а потом и первый полноформатный альбом группы — «Всем на планете». В том же году композитор из Барнаула Олег Иванов написал песню «Девушка из Полесья», которая позже станет известна как «Алеся». Изначально композитор предполагал эту песню для ансамбля Песняры, но музыкальный редактор телевидения Ольга Молчанова переубедила композитора предложить песню «Алеся» Валентину Бадьярову для ансамбля «Сябры», так как у Песняров уже была одноимённая песня композитора Игоря Лученка. В его аранжировке песня вскоре появилась в репертуаре «Сябров». Её премьера впервые состоялась в 1978 г. на Центральном Телевидении в передаче «Шире круг», и далее на Телевизионном конкурсе «С песней по жизни», на котором ансамбль удостоился звания лауреата. Эти выступления принесли всесоюзную известность и непреходящую популярность ВИА «Сябры». Ансамбль становится частым гостем различных радио и телепередач, Белгостелевидением был отснят музыкальный фильм о «Сябрах» — «Ты одна любовь». В 1980 году вышел мини-альбом «Песни Олега Иванова».
В 1981 году Анатолий Ярмоленко сменил Валентина Бадьярова на должности художественного руководителя коллектива. Бадьяров был отстранён от работы, вместе с ним были уволены музыкант Анатолий Гордиенок, солист Владимир Шалько, а затем ушли Черкасов, Жиляк, Хиловец, Авдевич, Синегрибов, Коляда, Червонный, Балабанов и ещё ряд музыкантов.
В 1981 году коллектив с песней «Алеся» вышел в финал фестиваля «Песня-81».
Ещё одной всенародно известной работой коллектива стала песня «Вы шумите, берёзы!», которую белорусский композитор Эдуард Ханок сочинил в 1983 году. Слова песни были написаны в 1954 году белорусским поэтом Нилом Гилевичем.
С 1990 по 2002 год в составе ансамбля «Сябры», в качестве конферансье, выступал известный советский и белорусский киноактёр Владимир Станкевич.

## Заслуги, достижения, награды
- 1976 г. — Лауреаты премии Ленинского комсомола БССР
- 1977 г. — Лауреаты Всесоюзного конкурса советской песни, посвящённом 60-летию Октябрьской революции
- 1979 г. — Лауреаты II премии Всесоюзного телевизионного конкурса «С песней по жизни»[1]
- 1981 г. — ансамбль «Сябры» с песней «Алеся» принял участие во Всесоюзном телевизионном фестивале «Песня года — 81»[13]
- 1984 г. — премия Ленинского комсомола Белоруссии[1]
- январь 1995 г. — песня «На Каляды» две недели занимала верхнюю строку в хит-параде Белорусского музыкального радио[14][15].
- 2000 г. — Почётная грамота Президиума Верховной Рады Автономной Республики Крым (5 сентября 2000 года) — за значительный вклад в развитие культуры и искусства братских славянских народов Украины, России и Республики Беларусь, высокое профессиональное мастерство и в связи с проведением X Международного фестиваля искусств «Песни моря — 2000»[16].
- 2004 г. — Благодарность Министра культуры Российской Федерации (1 марта 2004 года) — за большой вклад в развитие российско-белорусских культурных связей[17]
- 2005 г. — Благодарность Президента Республики Беларусь объявлена артистам ансамбля «Сябры».
- 2006 г. — по инициативе генерального продюсера ансамбля Артура Цомая была заложена именная звезда на «Площади звёзд» у ГЦКЗ «Россия» в Москве.[18][19]
- Министерство культуры Республики Беларусь наградило всех участников ансамбля Сябры почётными знаками «За вклад в развитие культуры Беларуси»
- Решением Правления Благотворительного Фонда Святителя Николая Чудотворца артисты ансамбля «СЯБРЫ» награждены Орденом Святителя Николая, Архиепископа Мирликийского, Чудотворца, во внимание к делам милосердия и благотворительной деятельности.
- 2008 г. — Почётное звание «Заслуженный коллектив Республики Беларусь»[20].
- 2008 г. — в Московском международном Доме музыки, первая музыкальная национальная премия в области патриотического воспитания «Голос Отечества».
- 2015 г. — Лауреаты первой Премии ФСБ России, за многолетнюю творческую деятельность по духовно-нравственному и патриотическому воспитанию граждан.

## Текущий состав ансамбля
По состоянию на 2016 год в ансамбль входили:
- Анатолий Ярмоленко — солист, художественный руководитель. Народный артист Белоруссии.
- Алеся (Ольга Ярмоленко) — его дочь, солистка.
- Николай Сацура † — композитор, вокал, клавишные, аранжировщик. Заслуженный деятель искусств республики Беларусь. Скончался в 2024 году.
- Сергей Герасимов — солист, акустическая гитара, скрипка.
- Святослав Ярмоленко — бас-гитара, клавишные, вокал, мастеринг.
- Валерий Падуков — вокал, бас-гитара, ударные.
- Богдан Карпов — солист, бас-гитара, клавишные.
- Александр Камлюк — солист, соло-гитара, аранжировщик.
- Артур Цомая — ударные инструменты, вокал. Режиссёр, генеральный продюсер ансамбля. Заслуженный деятель искусств Российской Федерации.
- Андрей Элиашкевич — звукооператор.

## Дискография

### Винил
Коллектив выпустил 8 виниловых пластинок-гигантов и ряд мини-пластинок
Виниловые диски
- 1978 — Всем на планете
- 1980 — Ты — одна любовь
- 1982 — Живая вода
- 1983 — Давнее
- 1984 — Шумите, берёзы
- 1985 — Судьбе спасибо
- 1986 — Есть на свете ты
- 1986 — Далёкий свет

### CD / DVD
Выпущен ряд компакт-дисков, большинство из которых представляют собой сборники и компиляции.
- 1995 — Песни Олега Иванова
- 1995 — «The Best»
- 2000 — От Алеси до Алеси
- 2001 — Оглянись (солист В. Рязанов)
- 2001 — Сябры (серия «Звёзды эстрады»)
- 2001 — Ваши самые любимые песни
- 2001 — Наши песни
- 2002 — Имена на все времена
- 2003 — Живи и здравствуй
- 2004 — «Grand Collection»
- 2008 — Произведения Игоря Лученка исполняет ансамбль «СЯБРЫ»
- 2009 — «Grand Collection»
- 2009 — Моя дорога
- 2010 — «Сваяк»
- 2013 — Где калина цвела